# アエタ族

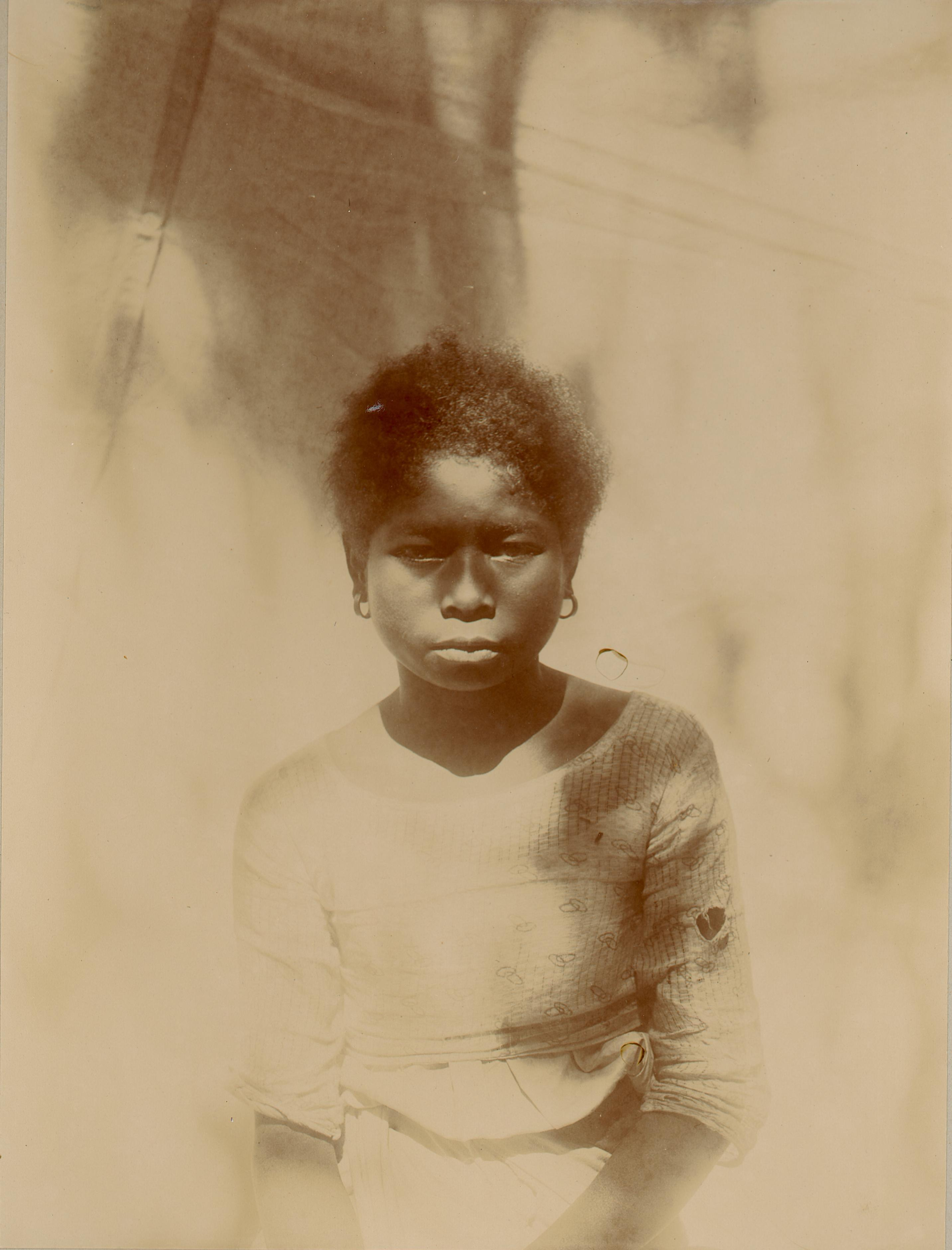
アエタの少女

アエタ族（Aeta）はフィリピンルソン島の山岳地帯にすむネグリトの先住民族である。
オーストロネシア語族を話す人々が来る前からフィリピンに住む、最も古い住民と考えられている。

## 形質
ネグリトに属すアエタ族は肌は黒褐色、低身長で、髪は縮れたブロンド色、小さな鼻、黒褐色の目という形質特徴を持つ。人種はオーストラロイドに含まれる。

## 言語
人類学的特徴が周囲の多くの民族と異なることに反して、アエタ族は周囲の民族と同様にオーストロネシア語族フィリピン諸語に属すサンバル語を使用する。ある時期に、固有の言語を喪失したものと考えられる。

## 遺伝子
アエタはY染色体ハプログループK2b1-P378が60％の高頻度でみられる。（このタイプはニューギニア多いハプログループMやSと祖を同じくするものである。）また、ハプログループP (mtDNA)が40%見られる。これらのタイプは、出アフリカ後インドを経由して「南回り」で到達したオーストラロイドの系統である。

## ピナトゥボ山の噴火
アエタ族はピナトゥボ山中で移動焼畑農耕と狩猟採集によって自給自足する、外部との接触の少ない人々だった。しかし、1991年に発生した噴火によって、アエタの人々は罹災してしまう。
噴火による直接の犠牲者は退去勧告を拒んで山に残った103名だが、外界の病気への免疫を持たないアエタの人々は、劣悪な避難キャンプでの生活によって肉体的・精神的に消耗したところにインフルエンザや麻疹、肺炎が流行し、その後の半年間で1000名あまりの死者を出した。
その後、政府によって平地民の町並みを模したアエタ族の再定住地が急造されたが、農業に不適な場所で耕作地も少なかった。アエタ族は政府に対して代替地として、元々の父祖の地であるクラーク空軍基地とスービック海軍基地の跡地の返還を要求したが、容れられることは無かった。噴火から2 - 3年後に多くの生活再建プログラムが終了すると、アエタ族は火山灰で荒れ果てたピナトゥボ山へ戻る者、再定住地に残り平地農民を手伝う賃金労働者になる者、独自の開墾地を開拓する者など、いくつかのグループに分散して居場所を確保している。

## 関連
- アティ族